# 小便处

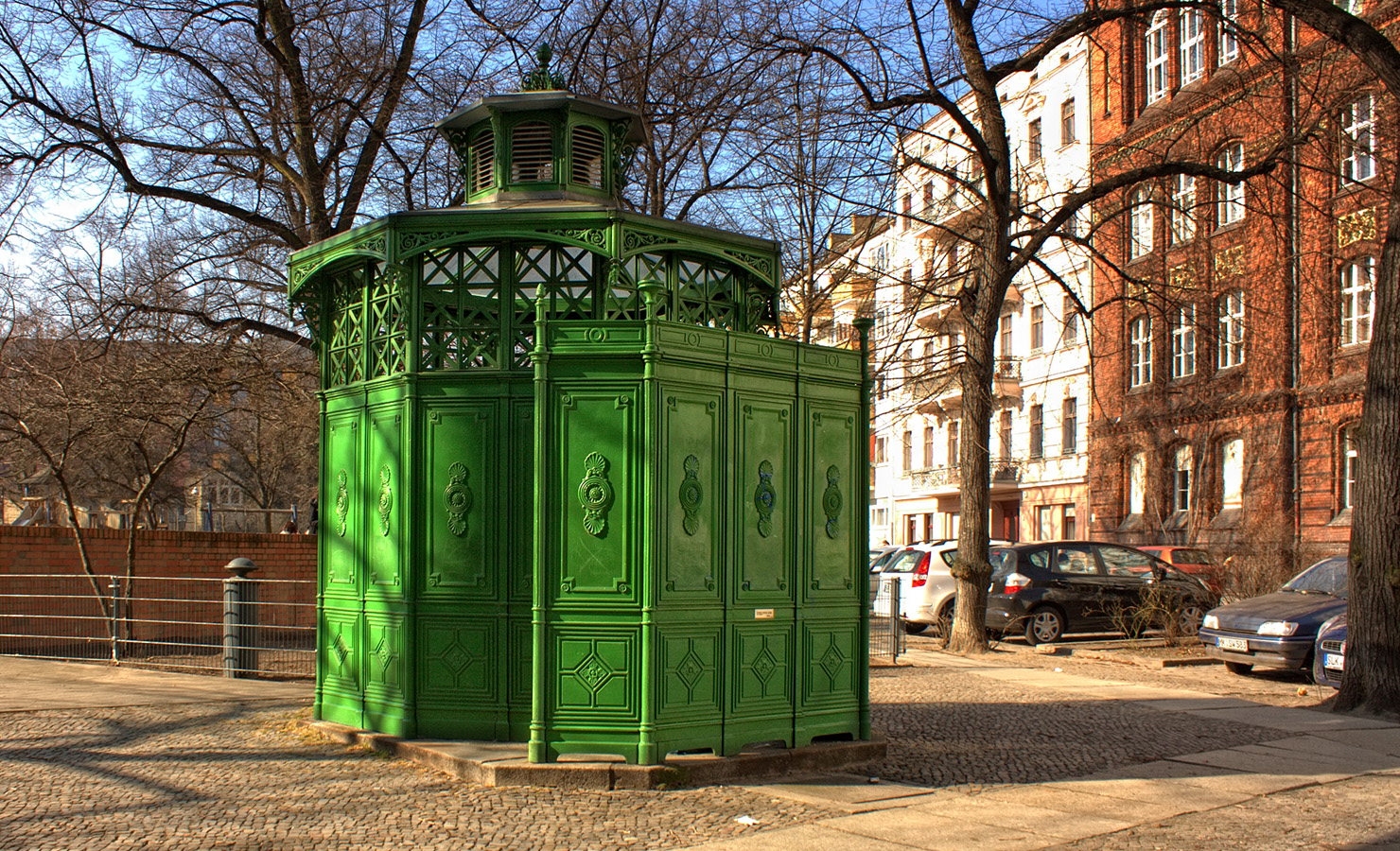
柏林小便处

小便处（英語：pissoir，法語：vespasienne）是街头供小便的简易设施，大部分只供男性使用。近代小便处最早是用于避免随地大小便的遮蔽设施，在1830年在法国出现；但是vespasienne这个词得名自1世纪羅馬皇帝韦斯巴芗发明的一种付费公共厕所。1930年代巴黎共有1230个小便处，但由于逐步被现代公共厕所替换，2006年时仅存一个。